# Erythrodes sepikana
Erythrodes sepikana är en orkidéart som beskrevs av Rudolf Schlechter. Erythrodes sepikana ingår i släktet Erythrodes och familjen orkidéer. Inga underarter finns listade i Catalogue of Life.